# 比列吉略
比列吉略，是西班牙卡斯蒂利亚-莱昂塞戈维亚省的一个市镇。 总面积17平方公里，总人口132人（2001年），人口密度8人/平方公里。